# Guroshoku
 (janvier 2024).
Si vous disposez d'ouvrages ou d'articles de référence ou si vous connaissez des sites web de qualité traitant du thème abordé ici, merci de compléter l'article en donnant les références utiles à sa vérifiabilité et en les liant à la section « Notes et références ».
Albums de kagerou
Rakushu
(2004) Kurohata
(2006)
Gurôshoku (愚弄色) est le troisième album de kagerou.
Il est sorti le 27 juillet 2005.

## Liste des pistes
| 1.  | Ragan                     |  |
| 2.  | Hotoke no seiheki         |  |
| 3.  | Te                        |  |
| 4.  | Shiroi karasu             |  |
| 5.  | Junkan kikei shoujo A     |  |
| 6.  | Ochiba to kimi to boku to |  |
| 7.  | Zetsubou ni sayonara      |  |
| 8.  | Mousou kurau shikabane    |  |
| 9.  | Kurokami no aitsu         |  |
| 10. | Akatsuki                  |  |
| 11. | Sabishi sa to nemure      |  |
| 12. | Mourou epilogue           |  |